# 尾美としのり
尾美 としのり（おみ としのり、1965年12月7日 - ）は、日本の俳優。所属事務所はホリプロ・ブッキング・エージェンシー。本名は尾美 利徳（読み同じ）。東京都目黒区出身。

## 来歴

### 子役時代
幼稚園の頃に劇団ひまわりに入団。入団前は、毎日同じ時間に同じ場所に行くのがいやで、よく仮病を使って幼稚園を休んでいた。CM撮影等で欠席する友達が羨ましくて、自分から劇団に入りたいと願い出た。
当初は本名の「尾美利徳」名義で出演していた。正確なデビュー作は不明。
テレビドラマでは7歳で『走れ!ケー100』第15話（1973年7月20日放送、TBS）にゲスト出演。初出演映画はザ・ドリフターズの『チョットだけョ 全員集合!!』（1973年8月4日公開）。1977-1978年にNHK教育テレビの道徳教育ドラマ『みんななかよし』で主演。『ウルトラマンタロウ』（1973年-1974年）に子役で出演したと篠田三郎に語ったとされるが、出演の確証は見つかっていない。詳細は同番組の項目を参照。
公式には1978年、13歳で市川崑の監督映画『火の鳥』で「尾美トシノリ」名義にて子役デビューし、数々の名優に囲まれながらも重要な役柄を演じている。大河ドラマ『草燃える』（1979年、NHK）に北条泰時役で出演。

### 青年期 - 現在
1982年、17歳で大林宣彦の監督映画『転校生』の主役の一人に抜擢され、注目を集める。以降、大林作品の常連として19本の映画に出演している。
テレビドラマでは1989年から『鬼平犯科帳』に木村忠吾（うさ忠）役でレギュラー出演したほか、宮藤官九郎脚本作品に頻繁に出演していることでも有名。
2005年の宮藤官九郎作・演出舞台『七人の恋人』（ウーマンリブ公演）では7演目の中で、「転校生の尾美くん」「鬼としのり」「むねさん」等、それぞれ毛色の違うキャラクターを演じている。
CMでは、「クロレッツ」のCMの岡本麗とのキスシーン、2000年「JR東日本」においては父親役で登場、別のCMでは思春期の娘を持ちながら奮闘する姿も演じている。一方でCM「りそな銀行」や、日本生命のキャッチコピー「生きるチカラ」シリーズにおいてはナレーションを担当している。2008年にはソフトバンクにて、2011年にはハウス食品「こくまろカレー」のCMでよきパパ役を演じている。
現在バラエティにはあまり出演しないが、過去には『ねるとん紅鯨団』の芸能人SPにも出演していた。他に料理番組『料理バンザイ!』に大林監督と出演したり、お笑い番組『虎の門』では第19代目ゲストMCを務めた。
阿部寛とは『結婚できない男』以前に、『アットホーム・ダッド』、『逃亡者 RUNAWAY』で共演している。『あんどーなつ』では風吹ジュンとデビュー作『火の鳥』以来の共演。岸部一徳、小林聡美とは『神はサイコロを振らない』で再共演。
NHK連続テレビ小説『てっぱん』では尾道の住職役で出演し、大林映画、尾道三部作に関連のある共演者富司純子、森田直幸、また『さびしんぼう』のロケ地西願寺を彷彿とさせる設定で、御袖天満宮横の大山寺が登場した。また『あまちゃん』ではヒロインの父親、黒川正宗役で出演。2013年の第64回NHK紅白歌合戦では自らが運転するタクシーで足立ユイを乗せての会場入りを正宗として演じ、『あまちゃん』キャスト総出演で歌った「地元に帰ろう」でも正宗としてマラカスを振って踊りながら歌って盛り上げた。
2020年3月プランニング・メイ有限会社を退所し、9月よりホリプロ・ブッキング・エージェンシー所属となった。

## 人物
趣味は料理、プロレス観戦。10代の頃、実際にプロレスラーに憧れて筋トレやプロテイン摂取に励んでいたが、身長が足りずに挫折した（『徹子の部屋』2011年10月14日放送）。

## 人間関係
大林宣彦作品には旧尾道三部作を含め、計19作品に出演している。大林は「例えばフランソワ・トリュフォーの映画に於ける、ジャン＝ピエール・レオみたいなものです。僕自身の少年時代を描くには欠かせない」「彼（尾美君）が僕の映画にいることは、僕の署名です」とコメントしている。29歳の時に「たまには大林監督以外のほかの仕事もしてみたい」と楽屋でこぼしたのを伝え聞いた大林は「俺を裏切ったのか」と落胆したものの、「おやじと息子」のような関係の尾美を「特に長男というものはいっぺん飛び出す」「僕の映画につき合わせ、ほかの可能性を僕も奪っていた」と考え直し、「家出息子、大きくなって帰ってこい」として自身の作品から卒業させた。以降は大林の作品に呼ばれず絶縁状態となっていたが、『この空の花 -長岡花火物語』（2012年4月7日公開）で『あした』以来17年ぶりに大林組の現場に復帰することとなった。そして大林の遺作となった『海辺の映画館―キネマの玉手箱』（2020年7月31日公開）にも出演。大林は「尾道にもう1回、里帰り」してほしいと思って尾美を呼んだという。2020年4月の大林の死去に際しては「…残念です」というコメントを発表し、一言で無念さを表した。
宮藤官九郎脚本作品の常連出演者でもあり、契機となった『マンハッタン・ラブストーリー』の出演にあたり、「台本が面白いが、役柄がそれまでとは違う粗暴な役、まるっきり逆な役がきた。どこまでやっていいのか? 表現していいのかが心配だった」と語っている（『スタジオパークからこんにちは』2010年10月9日放送）。
香川照之と生年月日が同じ。

## 出演

### 映画
- 火の鳥（1978年） - ナギ 役
- 十代 恵子の場合（1979年） - 恵子の弟 役（ノンクレジット）
- 翔んだカップル（1980年） - 中山わたる 役
- 転校生（1982年） - 主演・斉藤一夫 役
- ユッコの贈り物 コスモスのように（1982年） - 武村乙彦 役
- 時をかける少女（1983年） - 堀川吾朗 役
- 廃市（1983年） - 三郎 役
- 月の夜 星の朝（1984年） - 森村靖彦 役
- いつか誰かが殺される（1984年） - 渡壁正太 役
- さびしんぼう（1985年） - 井上ヒロキ 役
- ラブホテル（1985年） - 助監督 役
- 台風クラブ（1985年） - 小林 役
- 姉妹坂（1985年） - 桜庭涼 役
- 鹿鳴館（1986年） - 清水健次郎 役
- 彼のオートバイ、彼女の島（1986年）
- 野ゆき山ゆき海べゆき（1986年） - 早見勇太 役
- 漂流教室（1987年） - 関谷 役
- ハチ公物語（1987年） - 尾形才吉 役
- メイク・アップ（1987年） - 民夫 役
- アラカルト・カンパニー（1987年） - 浅野雄一 役
- 日本殉情伝 おかしなふたり ものくるほしきひとびとの群（1988年） - 口笛を吹く殺し屋 役
- ダウンタウン・ヒーローズ（1988年） - 高井貞一（アルル） 役
- リボルバー（1988年） - 永井新 役
- ほんの5g（1988年） - 配達人 役
- …これから物語 〜少年たちのブルース〜（1988年） - 山本 役
- 男はつらいよ 寅次郎サラダ記念日（1988年） - 尾崎茂 役
- バカヤロー!2 幸せになりたい。第三話「新しさについていけない」（1989年） - 寄合保 役
- 開港風雲録 YOUNG JAPAN（1989年） - 友吉 役
- 病院へ行こう（1990年） - 笹蔵 役
- 曖・昧・Me（1990年） - 阿久津学 役
- 稲村ジェーン（1990年） - サトル 役
- 遺産相続（1990年） - 藤島和仁 役
- 乙女物語 お嬢様危機イッパツ!（1990年） - ドライバー 役
- ハネムーンは無人島（1991年） - 石津卓也 役
- ふたり（1991年） - 神永智也 役
- 略奪愛（1991年） - 山口博 役
- 釣りバカ日誌4（1991年） - 宇佐美和彦 役
- 彼女が結婚しない理由（1992年）
- 私の心はパパのもの（1992年） - 松下雄樹 役
- 遠き落日（1992年） - 八子弥四郎 役
- おこげ（1992年） - 韮川 役（寺崎栃彦の会社の部下）
- 青春デンデケデケデケ（1992年） - 藤原杉基 役
- はるか、ノスタルジィ（1993年） - 太田登 役
- 水の旅人 侍KIDS（1993年） - 警官 役
- 女ざかり（1994年） - 藤村 役
- のぞき屋（1995年） - 松宮敬介 役
- あした（1995年） - 恵の先生 役
- 鬼平犯科帳 劇場版（1995年） - 木村忠吾 役
- 宮澤賢治 その愛（1996年） - 藤原嘉藤治 役
- ハッピーピープル（1997年） - 川端 役
- 生きない（1998年） - 木村 役
- 故郷（ふるさと）（1999年） - 本田孝夫 役
- 郡上一揆（2000年） - 秋山亀之助 役
- 風花（2001年） - 風俗店の店長 役
- 極道の妻たち 地獄の道連れ（2001年） - 掛川武雄 役
- STACY（2001年） - 渋川 役
- 白い船（2002年） - 森脇記者 役
- チキン・ハート（2002年） - 岩野公一 役
- たそがれ清兵衛（2002年） - 大塚七十郎 役
- ハート・オブ・ザ・シー（2003年）
- 穴「夢穴」（2004年） - 主演・康介 役
- 恋の門（2004年） - 「ウレシー商会」幹部 役
- メールで届いた物語『mail』（2005年） - アパートの住人 役
- ミラクルバナナ（2005年） - サラリーマン 役
- 楳図かずお恐怖劇場「ねがい」（2005年） - 柚木善郎 役
- ありがとう（2006年） - 有野健太 役
- それでもボクはやってない（2006年） - 公判立会検事（新崎孝三） 役
- 世界はときどき美しい（2007年） - スナックの酔客 役
- 公安警察捜査官（2007年） - 潜入捜査官・嶋村 役
- 特命係長 只野仁 最後の劇場版（2008年）（特別出演）
- ジェネラル・ルージュの凱旋（2009年） - 三船啓二 役
- わさお（2009年） - 田川剛 役
- 五日市物語（2011年） - 山本一男 役
- この空の花 長岡花火物語（2012年） - 高山忠彦 役
- BOYS AND MEN 〜One For All, All For One〜（2016年） - 城崎純也 役
- めがみさま（2017年） - 尾沢欽一 役
- 返還交渉人 いつか、沖縄を取り戻す（2018年） - 石野文男 役
- ピア〜まちをつなぐもの〜（2019年） - 倉松晃伸 役
- 37セカンズ（2020年） - 古谷 役
- 海辺の映画館―キネマの玉手箱（2020年） - 近藤勇 役
- ウェディング・ハイ（2022年） - 石川紀夫 役[6]
- とんび（2022年）[7]
- マイ・ブロークン・マリコ（2022年） - マリコの実父 役[8]
- 土を喰らう十二ヵ月（2022年） - 隆 役[9]
- 宮松と山下（2022年） - 谷 役
- おまえの罪を自白しろ（2023年）[10]
- 朽ちないサクラ（2024年） - 坂上管理官 役
- 言えない秘密（2024年） - 樋口透 役[11]
- シンペイ〜歌こそすべて（2025年） - 岡庄五 役[12]
- サラリーマン金太郎 【暁】編・【魁】編（2025年） - 黒川 役[13]
- リライト（2025年） - 細田 役[14]

### テレビドラマ
- 走れ!ケー100 第15話「ほんとにきちゃった海賊船 神奈川の巻」（1973年、TBS）
- ウルトラシリーズ
  - ウルトラマンタロウ（1973年、TBS）※確証なし
  - ウルトラマンになりたかった男（1993年、TBS） - 吉田淳一 役
- ぼくは叔父さん (1973年、日本テレビ)
- 若い!先生 第12話（1974年、TBS）
- 少年探偵団 第9・10話「BD7危機一髪!」（1975年、日本テレビ） - 杉の子学園の生徒
- グッドバイ・ママ（1976年、TBS）
- ぐるぐるメダマン「マミちゃんの恋人だぞ!!」（1976年 - 1977年、東京12チャンネル）- ヤマダ シンイチ
- みんななかよし（1977年 - 1978年、NHK教育）主演
- ドラマ人間模様「ぼくは12歳」（1979年、NHK総合）
- 七人の刑事第51話「思春期」（1979年、TBS）
- 大河ドラマ（NHK総合）
  - 草燃える（1979年） - 北条泰時
  - 北条時宗（2001年1月 - 12月） - 足利利氏
  - 平清盛（2012年1月 - 12月） - 平維綱
  - おんな城主 直虎（2017年） - 榊原康政
  - 麒麟がくる（2020年） - 土岐頼芸[15]
  - べらぼう〜蔦重栄華乃夢噺〜（2025年） - 平沢常富[16]
- 愛のA・B・C・D（1980年、日本テレビ）
- 幻之介世直し帖 第22話「冬の花火が取り持つ母子」（1982年、日本テレビ）
- 夕映え天使（1982年7月 - 9月、フジテレビ） - 永好
- ザ・サスペンス「高2の体験」（1982年12月25日、TBS） - 史郎
- 蒲田行進曲（1983年6月22、29日、TBS）
- 御宿かわせみ 第2シリーズ 第18話「千鳥が啼いた」（1983年、NHK総合） - 吉田伊太郎
- 外科医 城戸修平 第2話「生命みつめて」（1983年、TBS）
- ことしの牡丹はよいぼたん（1983年、フジテレビ） - 泰孝
- 太陽にほえろ!（日本テレビ/東宝）
  - 第575話「向い風」（1983年） - 内山保
- 転校少女Y（1984年、TBS） - 村井健次
- 親にはナイショで… （1986年1月10日 - 3月28日、TBS） - 木田卓
- 銀河テレビ小説 独身送別会（1988年、NHK総合） - 諸男
- 鬼平犯科帳（1989年 -、フジテレビ、中村吉右衛門版） - 木村忠吾
- 空と海をこえて（1989年9月16日、TBS 後藤久美子主演のスペシャルドラマ）
- 東京ストーリーズ 第1回（1989年10月、フジテレビ）
- おむこさん（1990年、TBS）
- カサブランカ物語 怪盗に口づけを! 第2話「逆タマの道は迷い道」（1990年7月22日、テレビ東京）
- 旅情サスペンス「松江・道後 竜神になった女」（1991年、関西テレビ）
- 紅い稲妻 人見絹枝（1992年11月22日、TBS）
- お茶の間（1993年1月 - 3月、日本テレビ） - 赤星
- ウルトラマンになりたかった男（1993年10月18日、TBS/円谷プロ）
- 火曜サスペンス劇場（日本テレビ）
  - 死の人工呼吸（1994年11月1日） - 新緑病院の医師
  - 当番弁護士1（1995年） - 武田満
  - 当番弁護士5（1998年） - 野崎正一
  - 新任判事補3（1996年） - 末吉
  - 追跡（1997年） - 内田雅樹[17]
  - 転勤判事（1997年 - 1998年） - 森下健太
  - 身辺警護シリーズ（1998年 - 2003年） - 西村直也
  - 小京都ミステリー28「長崎ビードロ殺人事件」（2000年） - 矢沢正之
- 付き馬屋おえん事件帳 第3シリーズ（1995年4月 - 6月、テレビ東京） - 又之助
- 火曜ゴールデンワイド（テレビ東京）
  - あにいもうと1995年版 （1995年9月12日）
- 侠客・幡随院長兵衛（1995年10月6日、テレビ東京） - 小平
- 浅見光彦シリーズ「城崎殺人事件」（1995年10月30日、TBS）
- 竜馬がゆく（1997年1月1日、TBS） - 後藤象二郎
- 家康が最も恐れた男 真田幸村（1998年1月2日、テレビ東京） - 筧十蔵
- 土曜ワイド劇場（テレビ朝日）
  - 棟居刑事の複合遺恨（1998年） - 角谷律雄
  - 法医学教室の事件ファイル12（2000年7月1日） - 浜本浩介
  - 渡り番頭・鏡善太郎の推理2（2001年6月2日） - 根上克彦
  - 50億を相続する女（2003年9月6日） - 高見沢利彦
  - 事件12（2006年4月29日） - 市橋晴彦
  - 事件14（2010年10月23日） - 黒沢良雄
  - 監察官・羽生宗一〜毒ハブと呼ばれる男!!4（2016年3月5日） - 栗原刑事
  - 家裁調査官・山ノ坊晃（2016年 - ） - 遠藤勝也
  - 100の資格を持つ女11（2016年6月18日、朝日放送） - 永嶋貴典
- 金曜エンタテイメント (フジテレビ)
  - 坊ちゃん教授の事件簿 四国道後殺人事件（1997年4月18日） - 谷崎浩一
  - 腕まくり看護婦物語10〜婦長旋風編〜 （2000年9月29日） - 小堀春樹
  - ニュースキャスター沢木麻沙子(5)（2002年11月15日） - 平木雅弘
  - ドクター小石の事件カルテ「血痕」（2004年10月22日） - 大木薫
- 女と愛とミステリー（テレビ東京）
  - 犯罪交渉人ゆり子 1（2001年6月13日） - 矢野高弘
  - 夏樹静子サスペンス「死刑台のロープウェイ」（2001年7月） - 大原和利
  - 動物病院ドクトル花子の事件簿（2003年10月8日） - 堀部浩
  - 密会の宿2 女と指輪の殺人（2004年6月） - 山岸聖一
  - 弁護士晴枝 法律の落とし穴（2004年10月） - 菅永次
- 最後の家族（2001年10月-12月、テレビ朝日） - 柴山定之
- 水戸黄門 第31部 第6話「娘剣士の上意討ち - 吉田 -」（2002年、TBS） - 弥市
- 名探偵・金田一耕助シリーズ（2002年 - 2004年、TBS） - 宮村巡査
- 忠臣蔵〜決断の時（2003年1月2日、テレビ東京） - 前原伊助
- 月曜ミステリー劇場（TBS）
  - 夏樹静子サスペンス 揺らぐ灯（2003年7月14日） - 郡司一平
  - 世直し公務員ザ・公証人4（2004年2月16日） - 中嶋修平
  - 検事・沢木正夫1「殺意の分岐点」（2004年6月7日） - 飛河陽介
- 恋する日曜日1 st season 26話 「渋谷で5時」（2003年9月、TBS）
- 高原へいらっしゃい 第7話（2003年、TBS） - 倉石
- マンハッタンラブストーリー（2003年、TBS） - 井堀真彦（イボリー）
- 剣客商売 第4シリーズ 第5話「東海道見附宿」（2003年、フジテレビ） - 松永金之助
- 特命係長 只野仁 1stシーズン 第1話「問題社員」（2003年7月4日、テレビ朝日） - 篠崎
- ミニモニ。でブレーメンの音楽隊（2004年1月 - 3月、NHK総合） - 大神陽太郎
- スカイハイ2（2004年、テレビ朝日）
- アットホーム・ダッド 第11話（2004年、フジテレビ） - 医者
- 連続テレビ小説（NHK総合）
  - 天花（2004年3月 - 9月） - 河村健太 役
  - てっぱん（2010年9月 - 2011年3月） - 横山隆円 役
  - あまちゃん（2013年4月 - 9月） - 黒川正宗 役
- 逃亡者 RUNAWAY（2004年、TBS） - 東弁護士 役
- すずがくれた音（2004年9月 - 10月、TBS） - 風祭貴史 役
- サボテン・ジャーニー（2004年10月、日本テレビ） - 桑野 役
- 水曜プレミア ドラマ特別企画 獄窓記（2005年4月20日、TBS） - 三輪信一 役
- 盤嶽の一生 第9話「げんこつ親分」（2005年5月9日、時代劇専門チャンネル） - 孝太郎 役
- タイガー&ドラゴン（TBS） - そば屋の辰夫 役
  - スペシャル（2005年1月9日）
  - 連続ドラマ（2005年4月15日 - 6月24日）
- 女王の教室（2005年、日本テレビ） - 神田武 役
- 秘太刀 馬の骨（2005年8月 - 9月、NHK総合） - 長坂権平 役
- 神はサイコロを振らない（2006年1月 - 3月、日本テレビ） - 甲斐陽介
- 吾輩は主婦である（2006年5月22日 - 7月14日、TBS系列「愛の劇場」月 - 金13:00 - 13:30） - 飯堀
- クロサギ 第1話（2006年4月、TBS） - 松村圭祐
- 結婚できない男（2006年7月 - 9月、関西テレビ・フジテレビ） - 中川良雄 役
  - まだ結婚できない男（2019年10月 - 12月、関西テレビ・フジテレビ）
- 誰よりもママを愛す 第8話（2006年7月 - 9月、TBS） - ピンコの兄 役
- PS羅生門 警視庁東都署 第2話（2006年7月 - 9月、テレビ朝日） - 石塚友也 役
- 特急田中3号（2007年4月 - 6月、TBS） - 桃山誠 役
- 喰いタン2 第4話（2007年、日本テレビ） - 辻谷のりお 役
- 水曜ミステリー9（テレビ東京）
  - 旅行作家・茶屋次郎7 天竜川殺人事件（2007年5月） - 岡本祐介 役
  - 法廷荒らし 弁護士・猪狩文助（2007年11月） - 岩本隆明 役
  - 旅行作家・茶屋次郎12 大井川殺人事件（2014年9月） - 向島耕平 役
- 週刊 赤川次郎「青春の決算」（2007年7月、テレビ東京） - 安部紀之 役
- 勉強していたい!（2007年8月 - 9月、NHK総合） - 益田睦夫 役
- オトコの子育て（2007年10月 - 12月、テレビ朝日） - 中西正樹 役
- ジャッジ 〜島の裁判官奮闘記〜 第4話「命」（2007年11月3日、NHK総合） - 白井宇一 役
- 幻十郎必殺剣（2008年1月 - 3月、テレビ東京） - 伊佐次 役
- クラシックミステリー 名曲探偵アマデウス（2008年、NHK総合・BS2・BShi） - 尾治としのり 役
- 先生はエライっ!（2008年4月12日） - 松木 菊一郎 役
- 無理な恋愛（2008年4月 - 6月、フジテレビ） - 小川圭介 役
- ナツコイ（2008年6月 - 8月、毎日放送） - 後藤篤郎 役
- あんどーなつ（2008年7月 - 9月、TBS） - 丸岡竹蔵 役
- 流星の絆（2008年10月 - 12月、TBS） - 林ジョージ 役
- ラブシャッフル 第6話-第7話（2009年1月 - 3月、TBS） - 上条裕也 役
- ゴーストフレンズ（2009年4月9日、NHK総合） - 岡本 役
- 赤鼻のセンセイ（2009年7月 - 9月、日本テレビ） - 横山一 役
- 派遣のオスカル（2009年8月 - 10月、NHK総合） - 森谷 清正 役
- いのちの島（2009年11月23日、TBS） - 徳田勇 役
- 同窓会〜ラブ・アゲイン症候群（2010年4月 - 6月、テレビ朝日） - 福島和彦 役
- 離婚同居 （2010年5月 - 6月、NHK総合） - 篠山貴臣 役
- 幻夜（2010年11月21日〜WOWOWオリジナルドラマ） - 曾我孝道 役
- まっつぐ〜鎌倉河岸捕物控〜 第10回「清蔵の恋」（2010年7月17日、NHK総合） - 飯干正太郎 役
- 科捜研の女（テレビ朝日）
  - season10 最終話「予告された連続殺人 刑務所の中からの告発 無実の人間が殺される 京都の街を殺意で結ぶ五本線の罠」（2010年9月16日） - 御木本郁夫 役
  - season16 - 矢萩修武 役
    - 第1話「仮面の男」（2016年10月20日）
    - 第2話「顔のない男」（2016年11月3日）

  - season24 第3話「甘い香りの逃亡者」（2024年7月17日） - 長峰志郎 役
- エンゼルバンク〜転職代理人（2010年、テレビ朝日） - 川添甚助 役
- 相棒（テレビ朝日）
  - season9 第6話「暴発」（2010年12月1日） - 五月女雄 役
  - season12 第13話「右京さんの友達」（2014年1月22日） - 毒島幸一 役
- 忠臣蔵〜その男、大石内蔵助（2010年12月25日、テレビ朝日） - 片岡源五右衛門 役
- バーテンダー（2011年2月4日 - 4月1日、テレビ朝日） - 櫻肇 役
- チーム・バチスタ3 アリアドネの弾丸（2011年7月12日 - 9月20日、関西テレビ） - 北山錠一郎 役
- 俺の空〜刑事編〜（2011年10月 - 12月、テレビ朝日） - 神田勝 役
- 月曜ゴールデン（TBS）
  - 警視庁機動捜査隊216II（2011年10月31日） - 永田智也 役
- HUNTER〜その女たち、賞金稼ぎ〜 第5話（2011年11月8日、フジテレビ） - 楢崎修 役
- 秘密諜報員 エリカ 第6話（2011年11月10日、読売テレビ） - 西山正道 役
- 金曜プレステージ（フジテレビ）
  - 警部補・佐々木丈太郎4（2011年11月25日） - 香取誠 役
- あっこと僕らが生きた夏（2012年4月14日、4月21日、NHK総合） - 澤田亮太郎 役
- 三毛猫ホームズの推理（2012年4月 - 6月、日本テレビ） - 根本刑事 役
- GTO（フジテレビ）
  - 第2話（2012年7月10日） - 葛城幸雄
  - 正月スペシャル! 冬休みも熱血授業だ（2013年1月2日） - 葛城幸雄
- 大奥〜誕生［有功・家光篇］（2012年10月 - 12月、TBS） - 村瀬正資
- お助け屋☆陣八 第8話（2013年2月28日、読売テレビ） - 乃木坂一郎
- 世にも奇妙な物語'13 春の特別編「不死身の夫」（2013年5月11日、フジテレビ） - 副島圭介
- 俺たち絶体絶命！（2013年7月21日、BS-TBS） - 渡辺医師
- 町医者ジャンボ!!（2013年7月 - 9月、読売テレビ） - 天龍一郎
- 太陽の罠（2013年11月 - 12月、NHK総合） - 濱考一
- テレビ朝日開局55周年記念 ドラマスペシャル ドラマスペシャル 家政婦は見た!（2014年3月2日、テレビ朝日） - 上原夏雄
- アリスの棘（2014年4月 - 6月、TBS） - 日向誠
- 愛してCRAZY〜狂言「因幡堂」より〜 (2014年5月24日、TOKYO MX) - 鈴木安男
- プラトニック（2014年5月 - 7月、NHK BSプレミアム） - 倉田敦司
- ゼロの真実〜監察医・松本真央〜（2014年7月 - 9月、テレビ朝日） - 中山光則
- さよなら私（2014年10月- 12月、NHK総合） - 三上光雄
- 京都人情捜査ファイル（2015年4月 - 6月、テレビ朝日） - 清水安裕
- 64（ロクヨン）（2015年4月 - 5月、NHK総合） - 目崎正人
- ホテルコンシェルジュ（2015年7月 - 9月、TBS） - 珠久里太一
- はぶらし/女友だち（2016年1月5日 -、NHK BSプレミアム） - 柳井護
- 松本清張ドラマスペシャル 黒い樹海（2016年3月13日、テレビ朝日） - 安原國政
- 仰げば尊し（2016年7月 - 9月、TBS） - 新井宗一[18]
- 必殺仕事人2016（2016年9月25日、朝日放送・テレビ朝日） - 河原崎長七
- スニッファー ウクライナの私立探偵（2016年） - 鬼島正則
- 女の中にいる他人（2017年1月 -、NHK BSプレミアム） - 田沼和男
- アキラとあきら（2017年7月 - 9月、WOWOW） - 北村利夫
- 刑事7人 シーズン3 第4話（2017年8月2日、テレビ朝日） - 吉原浩作
- スペシャルドラマ「返還交渉人 ―いつか、沖縄を取り戻す―」（2017年8月12日、NHK BSプレミアム） - 石野文男 役
- 監獄のお姫さま 第8話 - 最終話（2017年12月5日 - 19日、TBS） - 若えの 役
- ミステリースペシャル「ふぞろい刑事」（2017年12月21日、朝日放送） - 高林剛 役
- 越路吹雪物語（2018年1月8日 -、テレビ朝日） - 河野友孝 役
- 日曜プライム（テレビ朝日）
  - ドラマスペシャル・CHIEF〜警視庁IR分析室〜（2018年4月15日） - 加治武男 役
  - 庶務行員 多加賀主水3（2019年11月17日） - 浅葉亮平 役
  - 警視庁・捜査一課長スペシャル（2019年12月15日） - 漆原幸利 役
  - 全身刑事（2020年2月2日） - 佐村依宏 役
  - ドラマスペシャル・スイッチ（2020年6月21日） - 本田聡司 役
- 犯罪の回送（2018年7月2日、テレビ東京） - 早川準二 役
- 真犯人（2018年9月23日 - 10月21日、WOWOW） - 須藤勲 役
- スペシャルドラマ・それでも恋する（2018年10月6日、TBS・中部日本放送制作） - 冷水次郎 役[19]
- 警視庁強行犯係・樋口顕4（2018年12月14日、テレビ東京） - 因幡芳治 役
- 月曜名作劇場（TBS）
  - 新・浅見光彦シリーズ5「天城峠殺人事件」（2019年1月7日） - 保田友久 役
- 名探偵・明智小五郎（2019年3月30日・31日、テレビ朝日） - 田村毅 役
- 集団左遷!!（2019年4月21日 - 6月23日、TBS） - 梅原尊 役
- パレートの誤算 〜ケースワーカー殺人事件（2020年3月7日 - 4月4日、WOWOW） - 猪又孝雄 役
- 家政夫のミタゾノ 第4シリーズ 第1話「クリーン大臣の家の黒い秘密!?」（2020年4月24日、テレビ朝日） - 岩瀬和夫 役
- 嫌われ監察官 音無一六（テレビ東京 月曜プレミア8→金曜8時のドラマ） - 四堂孝文 役
  - 嫌われ監察官 音無一六 炎上の裏の真実（2020年9月7日）
  - Season1（2022年5月6日 - 6月17日）
- 恋する母たち（TBS） - 塚越社長 役
  - 第6話「息子と友達より大事な男」（2020年11月27日）
  - 第7話「君と子どもを一生守る!」（2020年12月4日）
- 俺の家の話（TBS） - 番頭・小池谷 役
  - 第一話「濃すぎる家族の全力介護が始まる!」（2021年1月22日）
  - 第四話「家族全員大ショック くそジジイの告白」（2021年2月12日）
- バイプレイヤーズ 〜名脇役の森の100日間〜（テレビ東京） - 尾美としのり 役（本人）
  - 第5話「バイプレイヤーに明日はない!?」（2021年2月5日）
  - 第8話「バイプレイヤーと朝ドラヒロイン」（2021年2月26日）
- 終着駅シリーズ37「停年のない殺意」（2021年4月1日、テレビ朝日） - 伊庭悌二 役
- 裕さんの女房（2021年4月17日、NHK BSプレミアム） - 小林正彦 役[20]
- 半径5メートル（2021年4月30日 - 6月25日 、NHK） - 丸山洋平 役
- 孤独のグルメ Season9 第4話（2021年7月31日、テレビ東京） - 小谷武雄 役[21]
- トーキョー製麺所 最終話（2021年10月13日、毎日放送・TBS） - 白越健 役[22]
- HOTEL -NEXT DOOR-（2022年9月10日 - 10月15日、WOWOW） - 桐生省吾 役[23]
- つまらない住宅地のすべての家（2022年10月10日 - 11月16日、NHK総合） - 松山基夫 役
- NHK正月時代劇 いちげき（2023年1月3日、NHK総合・BS4K）- 勝海舟 役[24]
- 悪女について（2023年3月13日、NHK BS4K） - 沢山栄次 役
- 日曜の夜ぐらいは… 第2話 - 最終話（2023年5月7日 - 7月2日、朝日放送テレビ・テレビ朝日） - 中野博嗣 役
- 神の手（2023年5月15日、テレビ東京） - 真鍋竹次郎 役[25]
- 初恋、ざらり（2023年7月8日 - 9月23日、テレビ東京） - 岡村龍彦 役[26]
- マイ・セカンド・アオハル 第1話 - 第8話（2023年10月17日 - 12月5日、TBS） - 白玉正司 役[27]
- 仮想儀礼（2023年12月3日 - 2024年2月11日、NHK BS・BSプレミアム4K） - 森田源一郎 役[28]
- マルス-ゼロの革命- 第3話・第6話（2024年2月6日・27日、テレビ朝日） - 立花敦史 役[29]
- 街並み照らすヤツら（2024年4月27日 - 6月29日、日本テレビ）- 片岡肇 役[30]
- 警視庁ゼロ係〜スカイフライヤーズ〜（2024年7月22日、テレビ東京） - 山花拓司 役[31]
- GO HOME〜警視庁身元不明人相談室〜 第5話・最終話（2024年8月17日・9月28日、日本テレビ） - 藤田昭良 役[32][33]
- おいち不思議がたり第3話・4話（2024年9月15日・22日、NHK BS・NHK BSプレミアム4K） - 山賀貝弦 役
- 海に眠るダイヤモンド（2024年10月20日 - 12月22日、TBS） - 池ヶ谷和馬 役[34]
- 誰かがこの町で（2024年12月8日 - 29日、WOWOW） - 松尾和夫 役[35]
- まぐだら屋のマリア（2025年3月29日、NHK BSプレミアム4K） -  立浪医師 役[36]
- 僕達はまだその星の校則を知らない（2025年7月14日 - 、関西テレビ・フジテレビ） - 井原久 役[37]

### 配信ドラマ
- 革命ステーション5＋25（2009年、LISMO Video） - ごんぱちのマスター
- 恋に落ちたおひとりさま～スタンダールの恋愛論～（2022年3月18日配信、全10話、Amazon Prime Video）- 岩松幸太郎 役[38]
- 仮面ライダーBLACK SUN（2022年10月28日配信、全10話、Amazon Prime Video） - 仁村勲 役[39]
- 舞妓さんちのまかないさん（2023年1月12日配信、Netflix） - 清野流 役[40]
- 離婚しようよ（2023年6月22日配信、全9話、Netflix） - 早乙女五郎 役[41]
- 君と世界が終わる日に Season5（2024年2月9日 - 3月8日、Hulu） - 漆原徳秋 役[42]
- 【推しの子】（2024年11月28日 - 12月5日、Amazon Prime Video） - 金田一敏郎 役[43]

### オリジナルビデオ
- 雀鬼・外伝 東海道麻雀無宿（1996年） - 西光男 役
- 尻を撫でまわしつづけた男 痴漢日記3（1996年、東映ビデオ） - 石川 役

### アニメ
- 秘密結社鷹の爪 鷹の爪7 〜女王陛下のジョブーブ〜（2014年） - 黒鯰電機産業社長
- オトナの一休さん（2016年・2017年、Eテレ） - 養叟宗頤

### テレビ番組
- 徹子の部屋（2011年10月14日、テレビ朝日）
- スタジオパークからこんにちは（2010年10月6日、2013年11月29日、NHK総合）
- A-Studio（2013年12月13日、TBS）
- 第64回NHK紅白歌合戦（2013年12月31日、NHK総合・ラジオ第1）

### ラジオ番組
- キリンラジオ劇場 「翔んだカップル」（ニッポン放送）
- 青春アドベンチャー （NHKFM）
  - 「不思議屋貿易商」
  - 「不思議屋博物館」
- FMシアター 「罵詈雑言忠臣蔵」（2018年、NHKFM）

### CM
- クロレッツ（1988年）
- SEGA「せがた三四郎 真剣遊戯」（1998年）※ナレーション
- ライオン 「ストッパ」（2006年 - 2007年）
- ソフトバンク（2008年）
- ハウス食品「こくまろカレー」（2011年）
- JA共済 三谷家シリーズ（2013年-2015年）[44]
- 大和ハウス工業「湘南にも」篇（2013年）[45]
- オートバックスセブン（2014年）[46]
- ラクスル「安い編」「早い編」「ポスティング編」「新聞折込編」「動画制作編」(2019年)[47]
- アフラック生命保険「生きる」を創るがん保険 WINGS「家族の不安」篇（2023年）

### 舞台
- 1986年 「十二夜」(演出：野田秀樹)
- 鬼平犯科帳
  - 1991年 「本所・桜屋敷」
  - 1992年 「五年目の客」
  - 1993年 「むかしの女」
  - 1994年 「炎の色」
  - 1995年 「血闘」
  - 1998年 「本所・桜屋敷」
  - 1999年 「血頭の丹兵衛」
- 1998年 竹中直人の会 「水の戯れ」(作・演出：岩松了)
- 2005年 ウーマンリブシリーズ「七人の恋人」（作・演出：宮藤官九郎）
- 2007年 「LOVE 30 〜女と男と物語〜 vol.2」『アルゼンチンにて』（作：赤堀雅秋 演出：宮田慶子）
- 2014年 「キレイ〜神様と待ち合わせした女〜」 (作・演出：松尾スズキ)

## 関連人物
- 相米慎二
- 柄本明
- 富田靖子
- のん (女優)
- 渡辺えり

## 参考サイト
- NHKアーカイブス NHKクロニクル保存番組検索・放送番組表検索
- 歌舞伎公演データベース